# Makoto Hasebe
Makoto Hasebe (jap. 長谷部誠 Hasebe Makoto) (ur. 18 stycznia 1984 w Fujiedzie) – japoński piłkarz występujący na pozycji pomocnika.

## Kariera klubowa
Swoją karierę rozpoczął w młodzieżowym klubie Fujieda Higashi HS. W roku 2002 dołączył do profesjonalnego klubu Urawa Red Diamonds. W styczniu 2008 roku podpisał kontrakt z pierwszoligowym niemieckim zespołem VfL Wolfsburg.

## Kariera reprezentacyjna
Zadebiutował w narodowej reprezentacji Japonii w towarzyskim meczu przeciwko reprezentacji Stanów Zjednoczonych 11 lutego 2006 r. Powołany do kadry przez trenera Takeshiego Okadę na Mistrzostwa świata w RPA gdzie występuje jako kapitan reprezentacji.

## Sukcesy

### Urawa Red Diamonds
- Mistrzostwo Japonii: 2006
- Puchar Japonii: 2005, 2006
- Superpuchar Japonii: 2006
- Puchar Ligi Japońskiej: 2003
- Liga Mistrzów AFC: 2006/2007

### VfL Wolfsburg
- Mistrzostwo Niemiec: 2008/2009

### Eintracht Frankfurt
- Liga Europy UEFA: 2021/2022
- Puchar Niemiec: 2017/2018

### Reprezentacja Japonii
- Mistrzostwo Azji: 2011